# 劉君儀
劉君儀（1981年1月23日—）為前臺灣女子籃球運動員。早期接觸籃球時位置是控球後衛，隨著身高越來越高後轉為前鋒、中鋒，因此造就其全方位身手，從後衛到中鋒均能勝任的全能選手。原效力於台元女子籃球隊，2011年從台元退休；2012年復出重返籃壇，加盟國泰人壽女子籃球隊。曾多次當選中華女籃國手，為現今中華女籃主力球員，是亞洲頂尖球員之一。在2013年第25屆泰國曼谷亞錦賽中，排行女籃亞錦賽歷史總得分排行榜第二名，為台灣女籃第一人。更是台灣女籃史上第一位WSBL得分超過2000分的球員（目前：例行賽總得分為3000分，季後賽總得分為510分，例行賽加季後賽總得分為3510分），且勇奪6屆「得分后」、2屆「籃板后」、1屆「抄截后」，並在2015年第10屆WSBL榮獲官方正式頒發-「第一屆冠軍賽MVP」，接著於2017年第12屆WSBL再度獲得-「第三屆冠軍賽MVP」，其記錄至今無人超越，堪稱「君儀障礙」！成為台灣女籃傳奇球員，在台灣女籃史上寫下輝煌的一頁，並且持續創造記錄中。2020年6月，劉君儀在臉書上宣布退休，劉君儀是WSBL賽史的得分后，也是聯盟第1個生涯累積得分超過3000分的球員。

## 學歷
- 湖西國小
- 陽明國中
- 陽明高中
- 滬江高中
- 臺北市立體育學院球類系
- 臺北市立體育學院運動技術研究所

## 國手資歷
世界青少年運動會（World Youth Games）：
- 1998年：莫斯科世界青少年運動會－（第五名）－參賽隊伍達25國

亞洲青年籃球錦標賽（FIBA Asia Youth Championship）：
- 1998年：第14屆亞青杯－（銀牌）

WKBL南韓女子職業籃球邀請賽（Women's Korea Basketball League）：
- 1999年：WKBL南韓女子職業籃球邀請賽（中華台北明星隊）

東亞運動會（East Asian Games）：
- 2001年：第3屆大阪東亞運
- 2005年：第4屆澳門東亞運－（銀牌）－女籃東亞運史上最佳成績
- 2009年：第5屆香港東亞運－（銀牌）－女籃東亞運史上最佳成績

亞洲運動會（Asian Games）：
- 2002年：第14屆韓國釜山亞運－（銅牌）
- 2006年：第15屆卡達杜哈亞運－（銀牌）－女籃亞運史上最佳成績
- 2010年：第16屆中國廣州亞運
- 2014年：第17屆韓國仁川亞運

亞洲籃球錦標賽（FIBA Asia Championship for Women）：
- 2001年：第19屆泰國曼谷亞錦賽
- 2004年：第20屆日本仙台亞錦賽
- 2005年：第21屆中國秦皇島亞錦賽－（銅牌）
- 2007年：第22屆韓國仁川亞錦賽
- 2009年：第23屆印度清奈亞錦賽
- 2011年：第24屆日本長崎亞錦賽
- 2013年：第25屆泰國曼谷亞錦賽
- 2015年：第26屆中國武漢亞錦賽

世界籃球錦標賽（FIBA World Championship for Women）：
- 2002年：第14屆南京世錦賽
- 2006年：第15屆巴西世錦賽

世界大學運動會（Universiade）：
- 2001年：第21屆中國北京世大運
- 2003年：第22屆韓國大邱世大運－（第四名）－（對愛爾蘭一役，豪取40分）
- 2005年：第23屆土耳其伊士麥世大運－（第五名）

世界女籃聯盟賽（FIBA Women's World League）：
- 2006年：匈牙利世界女籃聯盟賽－（古巴、匈牙利、中華、馬利）

北京奧運會外賽（FIBA Olympic Qualifying Tournament for Women）：
- 2008年：西班牙馬德里北京奧運會外賽

威廉瓊斯杯國際籃球邀請賽（William Jones Cup International Tournament）：
- 2000年：第23屆瓊斯杯－（季軍）
- 2001年：第24屆瓊斯杯－（只舉辦男子祖）
- 2002年：第25屆瓊斯杯－（亞軍）
- 2003年：瓊斯杯因SARS取消舉辦
- 2004年：第26屆瓊斯杯－（冠軍）
- 2005年：第27屆瓊斯杯－（冠軍）
- 2006年：第28屆瓊斯杯－（亞軍）
- 2007年：第29屆瓊斯杯－（亞軍）
- 2008年：第30屆瓊斯杯－（冠軍）
- 2009年：第31屆瓊斯杯－（亞軍）
- 2010年：第32屆瓊斯杯－（亞軍）－當選「最佳五人」
- 2011年：第33屆瓊斯杯－（冠軍）
- 2012年：第34屆瓊斯杯－（冠軍）
- 2013年：第35屆瓊斯杯－（季軍）
- 2014年：第36屆瓊斯杯
- 2015年：第37屆瓊斯杯－（季軍）

女子籃球邀請賽：
- 2006年：澳洲昆士蘭四強挑戰賽－（美國女籃、澳洲女籃、中國女籃、中華女籃）
- 2006年：捷克布拉格邀請賽－（捷克女籃、捷克青女、中華女籃）
- 2006年：中國濟源籃球邀請賽－（中國女籃、中國青女、中華女籃）
- 2006年：台灣「日本電裝」、「日本富士通」友誼賽
- 2009年：中國玉環籃球邀請賽
- 2010年：中國山東第六屆元濟杯籃球邀請賽－（八一女籃、遼寧衡業、山東體育彩票、台元女籃）
- 2011年：韓國WKBL「國民銀行」、「三星」、「新世界」友誼賽
- 2012年：台灣「日本富士通」友誼賽
- 2013年：韓國首爾「亞洲四國女籃冠軍邀請賽」－（台灣國泰人壽、中國遼寧衡業、韓國Woori Bank Hansae、日本JX Sun Flowers）

## 籃球記錄
- 1991年：台灣省國小女生籃球賽冠軍（湖西國小）
- 1992年：台灣省國小女生籃球賽冠軍（湖西國小）
- 1993年：第二十五屆全國少年籃球錦標賽（當選「明星球員」）
- 1997年：獲選「中等學校優秀籃球選手」，前往日本名古屋移地訓練
- 2000年：苗栗全國中等學校運動會－（亞軍）

HBL高中學校籃球聯賽（Highschool Basketball League）-滬江高中（Hujiang High School）：
- 86學年度、87學年度、88學年度

UBA大專籃球聯賽（University Basketball Association）-台北體育學院（Taipei Physical Education College）：
- 89學年度、90學年度、91學年度、92學年度、93學年度（冠軍）、94學年度、95學年度（冠軍）

社會甲組籃球聯賽-台元（TaiYuen）：
- 1999年：社會甲組籃球聯賽
- 2000年：社會甲組籃球聯賽－（最佳五人[1]）
- 2001年：社會甲組籃球聯賽
- 2002年：社會甲組籃球聯賽
- 2003年：社會甲組籃球聯賽－（得分后）
- 2004年：社會甲組籃球聯賽

總統杯籃球聯賽-台元（TaiYuen）：
- 1999年：第5屆總統杯
- 2000年：第6屆總統杯
- 2001年：第7屆總統杯
- 2002年：第8屆總統杯
- 2003年：第9屆總統杯

WSBL女子超級籃球聯賽（Women's Super Basketball League）-國泰人壽女子籃球隊 Cathay Life：
- 2005年：第1屆WSBL－（亞軍）－（三冠后：得分后、籃板后、抄截后。大會第一女鐵人）
- 2006年：第2屆WSBL－（亞軍）－（雙冠后：得分后、籃板后。大會第一女鐵人。其中對國泰一役豪取42分）
- 2007年：第3屆WSBL－（季軍）－（因傷休養）
- 2009年：第4屆WSBL－（季軍）－（得分后。亞軍-抄截、三分球。大會第一女鐵人）
- 2010年：第5屆WSBL－（冠軍）－（得分后。MVP。大會第一女鐵人）
- 2011年：第6屆WSBL－（亞軍）－（得分后。MVP）－（WSBL史上第1位生涯2千分的球員）
- 2012年：第7屆WSBL－（退休）
- 2013年：第8屆WSBL－（冠軍）－（得分后）（數據排行：籃板三、助攻六、抄截五、阻攻五）
- 2014年：第9屆WSBL－（冠軍）－（數據排行：得分四、籃板四、助攻三、抄截二、阻攻二、時間七）
- 2015年：第10屆WSBL－（冠軍）-第一屆冠軍賽MVP（官方正式頒發）
- 2016年：第11屆WSBL－（冠軍）
- 2017年：第12屆WSBL－（冠軍）-第三屆冠軍賽MVP（官方正式頒發）

全國運動會（National Sports Games）-台北市（Taipei）：
- 1999年：桃園全運會
- 2001年：高雄全運會
- 2003年：台北全運會－（雙冠后：得分后、籃板后）－（當選「全運之星」）
- 2005年：雲林全運會
- 2007年：台南全運會
- 2009年：台中全運會－（亞軍）
- 2011年：彰化全運會－（季軍）
- 2013年：台北全運會－（亞軍）
- 2015年：高雄全運會－（亞軍）

## 外部連結
- 劉君儀在fiba.basketball（英语）
- 劉君儀在archive.fiba.com（archived）（英语）
- 劉君儀在archive.fiba.com（archived）（英语）
- 劉君儀在Eurobasket.com（球員）（英语）
- 劉君儀在Eurobasket.com（教練）（英语）